# علم الكاميرون
علم الكاميرون (بالفرنسية: drapeau du Cameroun) أعتمد علم الكاميرون في 20 أيار - مايو من سنة 1975. بعد أن أصبحت الكاميرون دولة موحدة. وهو عبارة عن ثلاثة ألوان رأسية أخضر وأحمر وأصفر، مع نجمة خماسية صفراء في وسطها.
وكان العلم السابق للكاميرون، الذي تم استخدامه من عام 1961 إلى عام 1975، له نفس نظام الألوان، ولكن مع وجود نجمتين ذهبيتين في النصف العلوي من اللون الأخضر. أعتمد بعد انضمام جنوب الكاميرون البريطانية إلى دولة الكاميرون.

## معنى الوان العلم
- الأخضر: يرمز إلى الغابات الموجودة في جنوب البلاد وإلى الأمل.
- الأحمر: يرمز إلى الوحدة الوطنية للبلاد وهناك رأي يقول بأنه يرمز إلى شلال دم الشهداء الذي سال في الكفاح من أجل نيل الاستقلال.
- ★ النجمة الصفراء الموجودة في وسط الشريط الأحمر من العلم الكاميروني هي نجمة الوحدة الوطنية.
- الأصفر: يرمز إلى الشمس وكذلك إلى غابات السافانا الموجودة في شمال البلاد.

## أعلام سابقة

علم الكاميرون الألمانية
علم الكاميرون الألماني (مقترح)
علم الكاميرون البريطاني (1922-1961)
علم الكاميرون الفرنسي مابين عامي 1957 - 1961.
علم جمهورية الكاميرون الاتحادية (1961-1975)

## أعلام متشابه
يستخدم الكاميرون الألوان الوحدة الأفريقية التي تستخدمها العديد من البلدان الأفريقية في المنطقة، أبرزها أعلام السنغال وغينيا ومالي.